# معدل إنزيم
معدلات الإنزيمات (بالإنجليزية: Enzyme modulator) هي نوع من الأدوية التي تعدل الإنزيمات وتنظمها. تشمل هذه الأدوية مثبطات الإنزيمات ومحرضات الإنزيمات. في مقايسة متجانسة، «يرتبط معدِّل الإنزيم تساهميًا بالروابط التي تتنافس مع ربيطة حرة من عينة الاختبار للأجسام المضادة المتاحة.»